# 熊切直美
熊切直美（くまきり　なおみ、1958年〈昭和33年〉9月26日 - ）は日本の実業家。元大東建託代表取締役社長（第5代目）で同社取締役を務める。

## 来歴・人物
岐阜県出身。岐阜大学農学部農業工学科卒業。帝国建設コンサルタントを経て、1984年に大東建託に入社。住宅販売部長や業務本部長、経営企画室長、子会社大東ファイナンス代表取締役社長、専務取締役などを経て、2013年に社内内規の取締役定年によって退任した三鍋伊佐雄の後任として代表取締役社長に就任。同時に代表取締役副社長に門内仁志、社外取締役に山口利昭が就任した。
2019年4月1日付で大東建託の社内内規による取締役定年により、代表取締役社長を退任し、取締役となる。後任の大東建託代表取締役社長として小林克満が就任した。

## 経歴
- 1981（昭和56）年
  - 4月:帝国建設コンサルタント株式会社入社
- 1984（昭和59）年
  - 4月:大東建託入社
- 1997（平成9）年
  - 4月:同社経営企画室長に就任。
- 2001（平成13）年
  - 4月:同社執行役員　住宅販売部長に就任。
- 2002（平成14）年
  - 4月:同社執行役員　業務本部長兼経営企画室長に就任。
- 2004（平成16）年
  - 4月:執行役員　テナント営業統括本部長に就任。
  - 6月：取締役に就任。執行役員　テナント営業統括本部長兼任。
- 2005（平成17）年
  - 4月:取締役 東海営業部長に就任。
- 2006（平成18）年
  - 4月:常務取締役　業務本部長兼法務部長に就任。大東ファイナンス株式会社代表取締役社長、大東コーポレーションサービス株式会社代表取締役を兼任。
  - 7月:ケアパートナー株式会社代表取締役、DAITO ASIA DEVELOPMENT (MALASYIA)SDN.BHD.代表取締役社長兼任。
- 2007（平成19）年
  - 4月:常務取締役　西日本営業本部長に就任。
- 2008（平成20）年
  - 4月:常務取締役　業務本部長に就任。大東ファイナンス株式会社代表取締役社長、大東コーポレーションサービス株式会社代表取締役、DAITO ASIA DEVELOPMENT (MALASYIA)SDN.BHD.代表取締役社長兼任
- 2009（平成21）年
  - 4月:常務取締役　中京営業部長就任。
- 2010（平成22）年
  - 4月:常務取締役　関東営業部長就任。
- 2011（平成23）年
  - 4月:専務取締役　執行役員　東日本営業本部長就任。
- 2012（平成24）年
  - 4月:取締役　専務執行役員　東日本営業本部長兼首都圏営業本部長に就任。
- 2013（平成25）年
  - 4月:三鍋伊佐雄の後任として代表取締役社長執行役員に就任。建築事業本部・経営管理本部担当。
- 2016（平成28）年
  - 4月:代表取締役社長建築事業本部・経営管理本部担当に就任。
- 2017（平成29）年
  - 4月:代表取締役社長のまま、建築事業本部・経営管理本部担当を退く。
- 2019（平成31）年
  - 4月:代表取締役社長を退き、取締役となる。